# ما ایستاده‌ایم
ما ایستاده‌ایم فیلمی به کارگردانی  و نویسندگی اکبر حر ساختهٔ سال ۱۳۶۳ است.

## بازیگران
- اصغر همت
- فرنوش آل احمد
- محسن صادقی نسب
- تقی شریفی
- شمس کاظمی
- بابک یگانه